# Trattato di Nizza
Il trattato di Nizza è uno dei trattati fondamentali dell'Unione europea e riguarda le riforme istituzionali da attuare in vista dell'adesione di altri Stati.
Il trattato di Nizza ha modificato il trattato di Maastricht (TUE) e i trattati di Roma (TCEE). È stato approvato al Consiglio europeo di Nizza l'11 dicembre 2000 e firmato il 26 febbraio 2001. Dopo essere stato ratificato dagli allora 15 Stati membri dell'Unione europea, è entrato in vigore il 1º febbraio 2003.
L'obiettivo del trattato di Nizza è relativo alle dimensioni e alla composizione della commissione, alla ponderazione dei voti in consiglio e all'estensione del voto a maggioranza qualificata e infine alle cooperazioni rafforzate tra i paesi dell'Unione europea.

## Storia
Dopo l'approvazione del trattato di Amsterdam, nacque subito l'insoddisfazione per le modifiche non incisive introdotte in campo istituzionale, soprattutto in vista dell'allargamento dell'UE ai paesi dell'ex Unione Sovietica. Questa insoddisfazione spinse i capi di stato e di governo a prospettare subito un'ulteriore modifica del sistema istituzionale "prima che l'Unione conti venti membri".
La Conferenza intergovernativa (CIG) iniziò il 14 febbraio 2000 con la presidenza portoghese, dopo la "Relazione sulle implicazioni istituzionali dell'allargamento" del gruppo Dehaene.
La trattativa si concluse al Consiglio europeo di Nizza dell'11 dicembre 2000, ma si tradusse in un mezzo fallimento: vennero adottate solo disposizioni "minime" che permettessero alle istituzioni, pensate per 6 membri, di funzionare anche a 28 membri.

## Descrizione

### Clausole dell'accordo
Il trattato di Nizza in particolare introduce:
- nuova ponderazione dei voti nel Consiglio dell'Unione europea[3]
- modifica della composizione della Commissione europea[2]
- estensione della procedura di codecisione e modifica del numero di deputati al Parlamento europeo per ogni Stato membro[2]
- estensione del voto a maggioranza qualificata per una trentina di nuovi titoli[3]
- riforma per rendere più flessibile il sistema delle cooperazioni rafforzate[4]
- nuova ripartizione delle competenze tra Corte e Tribunale[5]

Nell'ambito del Consiglio europeo di Nizza è stata solennemente proclamata la Carta dei diritti fondamentali dell'Unione europea, che però non è entrata a far parte del trattato.

### Passi successivi
Nel dicembre 2001 il Consiglio europeo ha approvato la Dichiarazione di Laeken con lo scopo di far partire un dibattito più ampio e più approfondito sull'avvenire dell'Unione europea, che è poi approdato nella Convenzione europea. Il trattato costituzionale europeo scaturito da questa Convenzione è abortito a causa della vittoria dei no nei referendum di Francia e Paesi Bassi nel 2005 ed è stato sostituito dal trattato di Lisbona entrato in vigore il 1º dicembre 2009.